# Díszes tőrösmoly
A díszes tőrösmoly (Adela croesella) a valódi lepkék (Glossata) alrendjébe tartozó hosszúcsápú tőrösmolyfélék (Adelidae) családjának egyik, hazánkban mindenfelé előforduló faja.

## Elterjedése, élőhelye
Eurázsia nagy részén megtalálható, így nálunk is közönséges.

## Megjelenése
A lepke csillogó, barnás ibolyaszínű, első szárnyán aranyszínű keresztsávval. Csápja feltűnően hosszú.

## Életmódja
Évente egy nemzedéke nő fel, és május–júniusban rajzik. A hernyó tápnövénye a fagyal (Ligustrum vulgare). A lepkék alapvetően nektárral táplálkoznak, és időnként tömegesen láthatók a cserszömörce (Cotinus coggygria), a fagyal (Ligustrum), a kökény (Prunus spinosa) és az orgona (Syringa) virágján. A hímek a fagyal virágrügyén várják a virágok kinyílását és a nőstények megjelenését.